# Kerala State Road Transport Corporation
La Kerala State Road Transport Corporation (KSRTC) est un établissement de l'État du Kerala assurant l'exploitation de la majeure partie des transports en commun du Kerala.

Terminal de bus de Kottayam.